# Olivo del Sasso
L'olivo del Sasso è un albero monumentale situato nel comune di Magliano in Toscana.

Si tratta di un esemplare di olivo (Olea europea). Ha una circonferenza del tronco di 7 m ed è alto 10 m e un'età di circa 3000 anni.

## Storia
È iscritto nella lista degli alberi monumentali della Toscana e nel 2007 ha ricevuto il Premio Touring Club, riconoscimento indetto dai consoli TCI della Toscana per gli alberi monumentali.